# Code Eternity
Code Eternity (Code Name: Eternity) est une série télévisée canadienne en 26 épisodes de 42 minutes, créée par William Fruet et Jeff King et diffusée aux États-Unis entre le 14 mai et le 19 novembre 2000 en syndication, et à partir du 9 septembre 2000 sur CTV Montréal.
En France, la série a été diffusée à partir du 7 août 2000 sur M6, et au Québec à partir d'octobre 2004 sur Mystère.

## Accroche
« Je viens d'une planète où toute vie a été détruite. Le responsable de ce cataclysme s'est réfugié sur la Terre. Il veut anéantir l'espèce humaine, et je suis là pour l'en empêcher. Le temps nous est compté, je dois sauver la Terre… »

## Synopsis
Ethaniel, un extraterrestre (de Terra), vient d'atterrir sur notre planète, il avait comme mission d'empêcher quelque chose de se produire, mais il ne s'en souvient plus… Le docteur Laura Keating a été chargée de l'aider à reprendre sa mémoire, elle savait dès le début que son patient était bizarre, il poussait des cris anormaux qui ne sont pas humains. Quand Ethaniel commençait à reprendre petit à petit sa mémoire, Baning l'avait déjà détecté, il est la raison de sa venue dans notre planète Terre, Ethaniel doit empêcher Baning de détruire notre planète pour qu'il puisse y vivre plus longtemps. Dr Laura Keating sera l'équipière d'Ethaniel car elle aussi est recherchée.

## Distribution

### Acteurs principaux
- Cameron Bancroft (VF : Pierre-François Pistorio) : Ethaniel
- Ingrid Kavelaars (VF : Blanche Ravalec) : Dr Laura Keating
- Gordon Currie (VF : Emmanuel Karsen) : Dent
- Olivier Gruner (VF : Jérôme Keen): Tawrens

### Acteurs récurrents et invités
- Andrew Gillies (VF : Hervé Jolly) : David Banning (11 épisodes)
- Joseph Baldwin (VF : Denis Laustriat) : Byder (9 épisodes)
- Hannes Jaenicke : Mike Thorber (4 épisodes)
- Clé Bennett : Tommy (2 épisodes)

 Source et légende : version française (VF) sur RS Doublage

## Épisodes
1. Le Commencement (Ethaniel's Story)
2. Mission : Terre (The Mission)
3. Un nouvel allié (The Hunter)
4. L'Enlèvement (The Long Drop)
5. Poursuite (Watery Grave)
6. La Pierre de chagrin (Never Go Home)
7. Rédemption (Tawrens)
8. Le Manipulateur (Making Love)
9. Piège infernal (Death Trap)
10. Chasseur de primes (Bounty Hunter)
11. Alliance dangereuse (Thief)
12. La Fin d'un rêve (Lose Your Dreams)
13. 24 heures (24 Hours)
14. Eaux troubles (Deep Down)
15. Danger : virus (Fatal Error)
16. Liaison secrète (Sold Out For a Song)
17. Hologrammes (All the News)
18. Cause perdue (Laura's Story)
19. Régénération (Project Midas)
20. Crash (Dark of the Night)
21. Mauvaise graine (Not a Bite to Eat)
22. Entente forcée (The Box)
23. Réminiscence (Underground)
24. Machination (Chameleon)
25. La Fin du monde (All Fall Down)
26. Le Transfert (The Shift)